# Żana-Auł
Żana-Auł (ros. Жана-Аул) – wieś w Rosji, w Republice Ałtaju, w rejonie kosz-agackim. W 2010 liczyła 992 mieszkańców, głównie Kazachów.